# Kära farmor
Kära farmor är en svensk TV-serie som sändes i sex delar i SVT 1990. Den är baserad på en självbiografisk roman  med samma titel av Sven Delblanc som i synnerhet inriktar sig på författarens bittra och elaka farmor. Hon är en kvinna vars liv går ut på att låtsas vara rikare än vad hon egentligen är.

## Roller i urval
- Sofie Gråbøl - Dagmar
- Ola Isedal - Helmuth
- Margaretha Krook - farmor[1]
- Tor Isedal - farfar
- Benny Fredriksson - Åke
- Monica Edwardsson - Elna
- Krister Henriksson  - Tycho
- Helena Brodin - Fiken
- Maria Friberg - Fiken som ung
- Pontus Gustafsson - Erik
- Ylva Jans - Cecilia
- Gun Arvidsson - fru Fogelhufwud
- Gösta Bredefeldt - Karl-Otto Bonnier
- Palle Granditsky - Löwenstein
- Tommy Johnson - Larsson
- John Harryson - Bille-Sörensen
- Wallis Grahn - Lone Bille-Sörensen
- Inga-Lill Andersson - Tone
- Johan Rabaeus - Ville Vingåker
- Torsten Wahlund - Svensson
- Sten Johan Hedman - fjärsman
- Olof Thunberg - Mon Cousin
- Mona Malm - fru Lönbom
- Åke Lagergren - tryckerichef
- Peter Haber - Holmberg